# 点叶琼楠
点叶琼楠（学名：Beilschmiedia punctilimba）为樟科琼楠属下的一个种。